# Supercopa do Brasil
Der Brasilianische Fußball-Supercup, seit 2024 offiziell Supercopa Rei, vorher Supercopa do Brasil, ist ein brasilianischer Fußballwettbewerb, in dem zu Beginn einer Saison der brasilianische Meister und der brasilianische Pokalsieger der abgelaufenen Saison aufeinander treffen. Bislang wurde der Wettbewerb in den Jahren 1990 und 1991 ausgetragen, wobei das Format von Hin- und Rückspiel (1990) zu einem einzigen Spiel wechselte. Im Februar 2020 wurde der Wettbewerb wieder aufgenommen, als der brasilianische Meister 2019 auf den Pokalsieger 2019 in einem Entscheidungsspiel in Brasília traf.

## Ergebnisse
| Jahr         | Spielort                                                                                            | Sieger                                             |   | Finalist                              | Ergebnis                      |
| ------------ | --------------------------------------------------------------------------------------------------- | -------------------------------------------------- | - | ------------------------------------- | ----------------------------- |
| 1990 Details | Hinspiel: Estádio Olímpico Monumental, Porto Alegre Rückspiel: Estádio São Januário, Rio de Janeiro | Grêmio FBPA Pokalsieger 1989                       | – | CR Vasco da Gama Meister 1989         | 2:0 (nach Hin- und Rückspiel) |
| 1991 Details | Estádio do Morumbi, São Paulo                                                                       | SC Corinthians Meister 1990                        | – | CR Flamengo Pokalsieger 1990          | 1:0 (0:0)                     |
| 2020 Details | Mané Garrincha, Brasília                                                                            | CR Flamengo Meister 2019                           | – | Athletico Paranaense Pokalsieger 2019 | 3:0 (2:0)                     |
| 2021 Details | Mané Garrincha, Brasília                                                                            | CR Flamengo Meister 2020                           | – | SE Palmeiras Pokalsieger 2020         | 2:2 (2:1) (6:5 i. E.)         |
| 2022 Details | Mané Garrincha, Brasília                                                                            | Atlético Mineiro Meister 2021 und Pokalsieger 2021 | – | CR Flamengo Zweiter Série A 2021      | 2:2 (1:0) (8:7 i. E.)         |
| 2023 Details | Mané Garrincha, Brasília                                                                            | SE Palmeiras Meister 2022                          | – | CR Flamengo Pokalsieger 2022          | 4:3 (2:1)                     |
| 2024 Details | Mineirão, Belo Horizonte                                                                            | FC São Paulo Pokalsieger 2023                      | – | SE Palmeiras Meister 2023             | 0:0 (4:2 i. E.)               |
| 2025 Details | Mangueirão, Belém                                                                                   | CR Flamengo Pokalsieger 2024                       | – | Botafogo FR Meister 2024              | 3:1 (2:0)                     |

## Spieldetails

### 1990

#### Hinspiel
| Paarung          | Grêmio FBPA – CR Vasco da Gama            |
| Ergebnis         | 2:0 (0:0)                                 |
| Datum            | 14. März 1990                             |
| Stadion          | Estádio Olímpico Monumental, Porto Alegre |
| Tore             | 1:0 Nilson (67.) 2:0 Darci (76.)          |
| Grêmio FBPA      | - Cheftrainer: Evaristo de Macedo         |
| CR Vasco da Gama | - Cheftrainer: Alcir Portela              |

#### Rückspiel
| Paarung          | CR Vasco da Gama – Grêmio FBPA       |
| Ergebnis         | 0:0                                  |
| Datum            | 18. April 1990                       |
| Stadion          | Estádio São Januário, Rio de Janeiro |
| Tore             | keine                                |
| CR Vasco da Gama | - Cheftrainer: Alcir Portela         |
| Grêmio FBPA      | - Cheftrainer: Evaristo de Macedo    |

### 1991
| Paarung        | SC Corinthians – CR Flamengo        |
| Ergebnis       | 1:0 (0:0)                           |
| Datum          | 27. Januar 1991                     |
| Stadion        | Estádio do Morumbi, São Paulo       |
| Tore           | 1:0 Neto (?.)                       |
| SC Corinthians | - Cheftrainer: Nelsinho Baptista    |
| CR Flamengo    | - Cheftrainer: Vanderlei Luxemburgo |

### 2020
| Paarung              | CR Flamengo – Athletico Paranaense |
| Ergebnis             | 3:0 (2:0) |
| Datum                | 16. Februar 2020 |
| Stadion              | Mané Garrincha, Brasília |
| Tore                 | 1:0 Bruno Henrique (15.) 2:0 Gabriel Barbosa (29.) 3:0 Giorgian De Arrascaeta (68.) |
| CR Flamengo          | 1 Diego Alves – 13 Rafinha, 3 Rodrigo Caio, 2 Gustavo Henrique, 21 Filipe Luís 87. – 5 Willian Arão, 8 Gerson, 7 Éverton Ribeiro 86., 14 De Arrascaeta 72. – 27 Bruno Henrique, 9 Gabriel Barbosa Reserve 37 César, 6 Renê 87., 10 Diego 86., 11 Vitinho, 19 Michael 72., 21 Pedro, 26 Matheus Thuler, 29 Lincoln, 30 João Lucas, 32 Pedro Rocha, 33 Thiago Maia, 55 Matheus Dantas Cheftrainer: Jorge Jesus                  |
| Athletico Paranaense | 1 Santos – 13 Khellven 46., 33 Lucas Halter, 44 Thiago Heleno – 6 Márcio Azevedo 46., 26 Erick, 5 Wellington , 18 Léo Cittadini 63. – 11 Nikão, 10 Marquinhos Gabriel, 7 Rony Reserve 22 Léo, 3 Luis González, 14 Robson Bambu, 16 Abner Vinícius 46., 17 Guilherme Bissoli 63., 21 Adriano Correia, 27 Zé Ivaldo, 28 Vitinho, 55 Fernando Canesin 46., 88 Christian, 96 Carlos Eduardo, 99 Bento Cheftrainer: Dorival Júnior |
| Gelbe Karten         | Gabriel Barbosa (85.) – Erick (52.), Nikão (62.) |

### 2021
| CR Flamengo                                 | CR Flamengo | SE Palmeiras | SE Palmeiras |
| ------------------------------------------- | --- | --- | ------------ |
| CR Flamengo                                 | \| 11. April 2021 in Brasília (Mané Garrincha) \| \| Ergebnis: 2:2, 6:5 i. E. \| \| Zuschauer: ohne \| \| Schiedsrichter: Leandro Pedro Vuaden \| \| Spielbericht \| | \| 11. April 2021 in Brasília (Mané Garrincha) \| \| Ergebnis: 2:2, 6:5 i. E. \| \| Zuschauer: ohne \| \| Schiedsrichter: Leandro Pedro Vuaden \| \| Spielbericht \| | SE Palmeiras |
| CR Flamengo                                 | 1 Diego Alves - 44 Mauricio Isla 62., 5 Willian Arão, 3 Rodrigo Caio, 16 Filipe Luís - 10 Diego 62., 8 Gerson 87., 7 Éverton Ribeiro 78., 14 De Arrascaeta - 27 Bruno Henrique, 9 Gabriel Barbosa Reserve 45 Hugo Souza, 2 Gustavo Henrique, 4 Léo Pereira, 6 Renê, 30 Bruno Viana, 34 Matheuzinho 62., 17 Hugo Moura, 35 João Gomes 62., 40 Pepê 87., 11 Vitinho 78., 19 Michael 87., 43 Rodrigo Muniz Cheftrainer: Rogério Ceni ( Brasilien) | 21 Wéverton - 2 Marcos Rocha 59., 13 Luan Garcia, 15 Gustavo Gómez, 17 Matías Viña - 30 Felipe Melo 46., 8 Zé Rafael 46., 23 Raphael Veiga - 19 Breno Lopes, 11 Rony 90., 11 Wesley 59. Reserve 42 Jailson, 6 Lucas Esteves, 12 Mayke 59., 26 Victor Luis, 33 Alan Empereur, 5 Patrick de Paula, 14 Gustavo Scarpa 90., 25 Gabriel Menino 46., 28 Danilo 46., 28 Gabriel Veron 59., 29 Willian, 37 Rafael Papagaio Cheftrainer: Abel Ferreira ( Portugal) | SE Palmeiras |
| CR Flamengo                                 | 1:1 Gabriel Barbosa (2.) 2:1 De Arrascaeta (45.+4') | 0:1 Raphael Veiga (2.) 2:2 Raphael Veiga (74., Elfmeter) | SE Palmeiras |
| CR Flamengo                                 | Elfmeterschießen | | SE Palmeiras |
| CR Flamengo                                 | 1:0 De Arrascaeta 1:1 Filipe Luís 1:2 Matheuzinho 2:3 Vitinho 3:3 Gabriel Barbosa 4:3 João Gomes 4:4 Pepê 5:4 Michael 6:5 Rodrigo Caio | 1:1 Raphael Veiga 1:2 Gustavo Gómez 1:3 Gustavo Scarpa 2:3 Luan Garcia 3:3 Danilo 4:4 Matías Viña 4:4 Gabriel Menino 5:5 Gabriel Veron 6:5 Mayke | SE Palmeiras |
| CR Flamengo                                 | Mauricio Isla (41.), Rodrigo Caio (71.), Willian Arão (76.), Rogério Ceni (90.+3') | Zé Rafael (9.), Wesley (11.), Abel Ferreira (36.), Luan Garcia (53.), Mayke (79.) | SE Palmeiras |
| CR Flamengo                                 | Abel Ferreira (36.) | | SE Palmeiras |
| CR Flamengo                                 | Trainer Abel Ferreira erhielt die rote Karte wegen Beleidigung des Schiedsrichters | | SE Palmeiras |
| CR Flamengo                                 | Spieler des Spiels: Giorgian De Arrascaeta | | SE Palmeiras |
| 11. April 2021 in Brasília (Mané Garrincha) | | |              |
| Ergebnis: 2:2, 6:5 i. E.                    | | |              |
| Zuschauer: ohne                             | | |              |
| Schiedsrichter: Leandro Pedro Vuaden        | | |              |
| Spielbericht                                | | |              |

### 2022
| Atlético Mineiro                                      | Atlético Mineiro | CR Flamengo | CR Flamengo |
| ----------------------------------------------------- | --- | --- | ----------- |
| Atlético Mineiro                                      | \| 20. Februar 2022 in Brasília (Mané Garrincha) \| \| Ergebnis: 2:2 (1:0), 8:7 i. E. \| \| Zuschauer: 32.028 \| \| Schiedsrichter: Anderson Daronco ( Rio Grande do Sul) \| \| Spielbericht \| | \| 20. Februar 2022 in Brasília (Mané Garrincha) \| \| Ergebnis: 2:2 (1:0), 8:7 i. E. \| \| Zuschauer: 32.028 \| \| Schiedsrichter: Anderson Daronco ( Rio Grande do Sul) \| \| Spielbericht \| | CR Flamengo |
| Atlético Mineiro                                      | 22 Everson - 25 Mariano, 40 Nathan Silva, 3 Diego Godín, 13 Guilherme Arana - 8 Jair, 29 Allan 90.+4'., 26 Ignacio Fernández - 17 Jefferson Savarino 72., 7 Hulk , 11 Keno Reserve 42 Rafael, 2 Guga 90.+4'., 4 Réver, 6 Dodô, 16 Igor Rabello, 5 Otávio, 27 Calebe, 30 Dylan Borrero, 37 Tchê Tchê, 10 Eduardo Vargas 72., 18 Eduardo Sasha, 19 Ademir Fumacinha 72. Cheftrainer: Antonio Mohamed ( Argentinien) | 45 Hugo Souza - 15 Fabrício Bruno, 23 David Luiz, 16 Filipe Luís 81. - 22 Rodinei 81., 35 João Gomes, 5 Willian Arão, 14 De Arrascaeta 81., 7 Éverton Ribeiro 62. - 27 Bruno Henrique 71., 9 Gabriel Barbosa Reserve 1 Diego Alves, 4 Léo Pereira 81., 6 Renê, 34 Matheuzinho 81., 41 Gabriel Noga, 44 Mauricio Isla, 10 Diego 71., 18 Andreas Pereira, 11 Vitinho 81., Lázaro 62., 21 Pedro, 31 Marinho Cheftrainer: Paulo Sousa ( Portugal) | CR Flamengo |
| Atlético Mineiro                                      | 1:0 Fernández (41.) 2:2 Hulk (74.) | 1:1 Gabriel Barbosa (55.) 1:2 Bruno Henrique (.63) | CR Flamengo |
| Atlético Mineiro                                      | Elfmeterschießen | | CR Flamengo |
| Atlético Mineiro                                      | 1:0 Hulk 2:1 Ignacio Fernández 3:2 Ademir Fumacinha 4:3 Guilherme Arana 5:4 Eduardo Vargas Guga 6:5 Jair Everson 7:6 Nathan Silva Mariano Diego Godín 8:7 Hulk | 1:1 Lázaro 2:2 Vitinho 3:3 Diego 4:4 David Luiz 5:5 Gabriel Barbosa Willian Arão 6:5 João Gomes Matheuzinho 7:7 Léo Pereira Fabrício Bruno Hugo Souza Vitinho | CR Flamengo |
| Atlético Mineiro                                      | Nathan Silva (33.), Mariano (45.+1'), Jair (54.) | Gabriel Barbosa (57.), João Gomes (79.), David Luiz (90.+2') | CR Flamengo |
| Atlético Mineiro                                      | Spieler des Spiels: Hulk | | CR Flamengo |
| 20. Februar 2022 in Brasília (Mané Garrincha)         | | |             |
| Ergebnis: 2:2 (1:0), 8:7 i. E.                        | | |             |
| Zuschauer: 32.028                                     | | |             |
| Schiedsrichter: Anderson Daronco ( Rio Grande do Sul) | | |             |
| Spielbericht                                          | | |             |

### 2023
| SE Palmeiras                                 | SE Palmeiras | CR Flamengo | CR Flamengo |
| -------------------------------------------- | --- | --- | ----------- |
| SE Palmeiras                                 | \| 28. Januar 2023 in Brasília (Mané Garrincha) \| \| Ergebnis: 4:3 (2:1) \| \| Zuschauer: 56.095 \| \| Schiedsrichter: Wilton Sampaio \| \| Spielbericht \| | \| 28. Januar 2023 in Brasília (Mané Garrincha) \| \| Ergebnis: 4:3 (2:1) \| \| Zuschauer: 56.095 \| \| Schiedsrichter: Wilton Sampaio \| \| Spielbericht \| | CR Flamengo |
| SE Palmeiras                                 | 21 Wéverton - 2 Marcos Rocha, 15 Gustavo Gómez , 26 Murilo Cerqueira, 22 Joaquín Piquerez - 25 Gabriel Menino 79., 8 Zé Rafael 86., 23 Raphael Veiga - 7 Dudu 86., 11 Rony 86., 16 Endrick 64. Reserve 42 Marcelo Lomba, 4 Benjamín Kuscevic, 6 Vanderlan, 12 Mayke 64., 13 Luan Garcia 86., 11 Bruno Tabata, 20 Eduard Atuesta, 30 Jailson 79., 17 Giovani, 18 José Manuel López, 19 Breno Lopes 86., 29 Rafael Navarro 86. Cheftrainer: Abel Ferreira ( Portugal) | 1 Santos - 2 Guillermo Varela 75., 23 David Luiz, 4 Léo Pereira, 6 Ayrton Lucas 88. - 8 Thiago Maia, 20 Gerson 79., 7 Éverton Ribeiro , 14 De Arrascaeta 75. - 9 Gabriel Barbosa, 21 Pedro Reserve 25 Matheus Cunha, 3 Rodrigo Caio, 15 Fabrício Bruno, 16 Filipe Luís, 30 Pablo, 34 Matheuzinho 75., 5 Erick Pulgar, 32 Arturo Vidal 79., 42 Matheus França 88., 11 Everton 75., 31 Marinho, 46 Mateusão Cheftrainer: Vítor Pereira ( Portugal) | CR Flamengo |
| SE Palmeiras                                 | 1:1 Veiga (37.) 2:1 Menino (45.+3') 3:2 Veiga (57., Elfmeter) 4:3 Menino (73.) | 0:1 Barbosa (25., Elfmeter) 2:2 Barbosa (50.) 3:3 Pedro (73.) | CR Flamengo |
| SE Palmeiras                                 | Ferreira (43.), Menino (45.+6') | Barbosa (26.), David Luiz (36.), Ribeiro (90.+5'), Marinho (90.+6'), Pedro (90.+8') | CR Flamengo |
| SE Palmeiras                                 | Ferreira (90.+6') | | CR Flamengo |
| SE Palmeiras                                 | Nachdem Trainer Ferreira für respektloses Verhalten in der 43. Minute verwarnt worden war, erhielt er in 96. Minute die Gelb-Rote Karte nachdem er aus Wut ein Außenmikrofon trat. Bereits in der 66. Minute hat der Co-Trainer João Martins und in der 95. Minute Torwarttrainer Vitor Ilidio, wegen massiven Protesten, Rote Karte erhalten. | | CR Flamengo |
| SE Palmeiras                                 | Spieler des Spiels: Raphael Veiga | | CR Flamengo |
| 28. Januar 2023 in Brasília (Mané Garrincha) | | |             |
| Ergebnis: 4:3 (2:1)                          | | |             |
| Zuschauer: 56.095                            | | |             |
| Schiedsrichter: Wilton Sampaio               | | |             |
| Spielbericht                                 | | |             |

### 2024
| SE Palmeiras                                               | SE Palmeiras | FC São Paulo | FC São Paulo |
| ---------------------------------------------------------- | --- | --- | ------------ |
| SE Palmeiras                                               | \| 4. Februar 2024 in Belo Horizonte (Mineirão) \| \| Ergebnis: 0:0, 2:4 i. E. \| \| Zuschauer: 42.741 \| \| Schiedsrichter: Bráulio da Silva Machado ( Santa Catarina) \| \| Spielbericht \| | \| 4. Februar 2024 in Belo Horizonte (Mineirão) \| \| Ergebnis: 0:0, 2:4 i. E. \| \| Zuschauer: 42.741 \| \| Schiedsrichter: Bráulio da Silva Machado ( Santa Catarina) \| \| Spielbericht \| | FC São Paulo |
| SE Palmeiras                                               | 21 Wéverton - 2 Marcos Rocha, 15 Gustavo Gómez , 26 Murilo Cerqueira - 12 Mayke 81., 27 Richard Ríos 81., 8 Zé Rafael 87., 22 Joaquín Piquerez, 23 Raphael Veiga - 42 José Manuel López 61., 11 Rony Reserve 5 Aníbal Moreno 81., 6 Vanderlan, 13 Luan Garcia, 16 Caio Paulista, 19 Breno Lopes, 25 Gabriel Menino 81., 31 Luis Guilherme 87., 32 Gustavo Garcia, 34 Kaiky Naves, 35 Fabinho, 40 Jhon Jhon 67., 42 Marcelo Lomba Cheftrainer: Abel Ferreira ( Portugal) | 23 Rafael - 13 Rafinha 58., 5 Robert Arboleda, 4 Diego Costa, 6 Welington 69. - 29 Pablo Maia, 25 Alisson, 27 Wellington Rato 81., 43 Nikão 46. - 10 Luciano 69., 9 Jonathan Calleri Reserve 3 Nahuel Ferraresi, 14 Giuliano Galoppo 69., 15 Michel Araújo 46., 16 Luiz Gustavo, 21 Damián Bobadilla, 28 Alan Franco, 30 João Moreira, 31 Juan, 33 Erick Arruda 69., 36 Patryck Lanza 58., 47 Ferreira 81., 93 Jandrei Cheftrainer: Thiago Carpini ( Brasilien) | FC São Paulo |
| SE Palmeiras                                               | Elfmeterschießen | | FC São Paulo |
| SE Palmeiras                                               | 1:0 Veiga 2:1 Menino Murilo Piquerez | 1:1 Calleri 2:2 Galoppo 2:3 Maia 2:4 Araújo | FC São Paulo |
| SE Palmeiras                                               | Veiga (14.), Zé Rafael (23.), López (32.), Ferreira (32.), Rocha (89.), Guilherme (90.+4') | Luciano (2.), Maia (63.), Welington (73.), Thiago Carpini (83.), Arruda (90.+2') | FC São Paulo |
| SE Palmeiras                                               | Spieler des Spiels: Rafael ( Brasilien) | | FC São Paulo |
| 4. Februar 2024 in Belo Horizonte (Mineirão)               | | |              |
| Ergebnis: 0:0, 2:4 i. E.                                   | | |              |
| Zuschauer: 42.741                                          | | |              |
| Schiedsrichter: Bráulio da Silva Machado ( Santa Catarina) | | |              |
| Spielbericht                                               | | |              |

### 2025
| Botafogo FR                           | Botafogo FR | CR Flamengo | CR Flamengo |
| ------------------------------------- | --- | --- | ----------- |
| Botafogo FR                           | \| 2. Februar 2025 in Belém (Mangueirão) \| \| Ergebnis: 1:3 (0:2) \| \| Schiedsrichter: Ramon Abatti \| \| Spielbericht \| | \| 2. Februar 2025 in Belém (Mangueirão) \| \| Ergebnis: 1:3 (0:2) \| \| Schiedsrichter: Ramon Abatti \| \| Spielbericht \| | CR Flamengo |
| Botafogo FR                           | 12 John Victor - 4 Mateo Ponte 46., 20 Alexander Barboza, 3 Lucas Halter, 13 Alex Telles - 26 Gregore, 10 Jefferson Savarino 86., 17 Marlon Freitas - 7 Artur 90+3'., 11 Matheus Martins 80., 99 Igor Jesus Reserve 24 Léo Linck, 2 Vitinho 46., 15 Bastos, 66 Cuiabano, 5 Danilo, 6 Patrick de Paula 86., 25 Allan, 28 Newton, 18 Kauê, 19 Kayke 90+3'., 67 Yarlen, 69 Rafael Lobato 80. Cheftrainer: Carlos Leiria | 1 Agustín Rossi - 43 Wesley França, 3 Léo Ortiz, 4 Léo Pereira 90+3'., 5 Erick Pulgar, 26 Alex Sandro - 8 Gerson , 18 Nicolás De La Cruz 90+2'. - 27 Bruno Henrique 80., 30 Michael 80., Gonzalo Plata 71. Reserve 25 Matheus Cunha, 2 Guillermo Varela, 13 Danilo 90+3'., 33 Cleiton, 6 Ayrton Lucas, 52 Evertton Araújo 90+2'., 10 Giorgian De Arrascaeta 71., 29 Allan, 20 Matheus Gonçalves, 7 Luiz Araújo 80., 11 Everton, 23 Juninho 80. Cheftrainer: Filipe Luís | CR Flamengo |
| Botafogo FR                           | 1:3 de Paula (87.) | 0:1 Henrique (13., Elfmeter) 0:2 Henrique (20.) 0:3 L. Araújo (83) | CR Flamengo |
| Botafogo FR                           | Igor Jesus (68.), Telles (85.), Barboza (90.) | Pulgar (45+2'), De La Cruz (68.), L. Araújo (84.) | CR Flamengo |
| 2. Februar 2025 in Belém (Mangueirão) | | |             |
| Ergebnis: 1:3 (0:2)                   | | |             |
| Schiedsrichter: Ramon Abatti          | | |             |
| Spielbericht                          | | |             |